# Skeleton na Zimowych Igrzyskach Olimpijskich 2010
Skeleton na Zimowych Igrzyskach Olimpijskich 2010 odbył się w dniach 18-19 lutego 2010 roku.
Zawodniczki i zawodnicy startowali w ślizgu odpowiednio: kobiet i mężczyzn. Uczestnicy walczyli o medale olimpijskie po raz piąty. Po raz pierwszy zawody odbyły się na Zimowych Igrzyskach Olimpijskich 1928. Łącznie rozdane zostały dwa komplety medali. Zawody odbywały się w Whistler, położonym około 125 km na północ od Vancouver, miasta-organizatora ZIO 2010. W tabeli medalowej najlepsza była Kanada i Wielka Brytania.

## Terminarz
| Data           | Godzina                 | Miejscowość | Konkurencja    | Złoto          | Srebro             | Brąz                 |
| -------------- | ----------------------- | ----------- | -------------- | -------------- | ------------------ | -------------------- |
| 19 lutego 2010 | 15:45 UTC-9 / 00:45 CET | Whistler    | Ślizg mężczyzn | Jon Montgomery | Martins Dukurs     | Aleksandr Trietjakow |
| 19 lutego 2010 | 15:45 UTC-9 / 00:45 CET | Whistler    | Ślizg kobiet   | Amy Williams   | Kerstin Szymkowiak | Anja Huber           |

## Wyniki

### Ślizg mężczyzn[1]
| Pozycja | Zawodnik              | Państwo         | Czas    | Strata |
| ------- | --------------------- | --------------- | ------- | ------ |
|         | Jon Montgomery        | Kanada          | 3:29.73 |        |
|         | Martins Dukurs        | Łotwa           | 3:29.80 | +0.07  |
|         | Aleksandr Trietjakow  | Rosja           | 3:30.75 | +1.02  |
| 4.      | Tomass Dukurs         | Łotwa           | 3:31.13 | +1.40  |
| 5.      | Zach Lund             | USA             | 3:31.27 | +1.54  |
| 6.      | Kristan Bromley       | Wielka Brytania | 3:31.30 | +1.57  |
| 7.      | Frank Rommel          | Niemcy          | 3:31.40 | +1.67  |
| 8.      | Matthias Guggenberger | Austria         | 3:31.81 | +2.08  |
| 9.      | Jeff Pain             | Kanada          | 3:31.86 | +2.13  |
| 10.     | Sandro Stielicke      | Niemcy          | 3:32.08 | +2.35  |

### Ślizg kobiet[2]
| Pozycja | Zawodniczka           | Państwo         | Czas    | Strata |
| ------- | --------------------- | --------------- | ------- | ------ |
|         | Amy Williams          | Wielka Brytania | 3:35.64 |        |
|         | Kerstin Szymkowiak    | Niemcy          | 3:36.20 | +0.56  |
|         | Anja Huber            | Niemcy          | 3:36.36 | +0.72  |
| 4.      | Noelle Pikus-Pace     | USA             | 3:36.46 | +0.82  |
| 5.      | Mellisa Hollingsworth | Kanada          | 3:36.60 | +0.96  |
| 6.      | Shelley Rudman        | Wielka Brytania | 3:36.69 | +1.05  |
| 7.      | Amy Gough             | Kanada          | 3:37.01 | +1.37  |
| 8.      | Marion Trott          | Niemcy          | 3:37.11 | +1.47  |
| 9.      | Maya Pedersen-Bieri   | Szwajcaria      | 3:37.51 | +1.87  |
| 10.     | Emma Lincoln-Smith    | Australia       | 3:37.63 | +1.99  |

## Klasyfikacja medalowa
| Miejsce | Państwo         |   |   |   | Razem |
| ------- | --------------- | - | - | - | ----- |
| 1.      | Kanada          | 1 | 0 | 0 | 1     |
| 1.      | Wielka Brytania | 1 | 0 | 0 | 1     |
| 3.      | Niemcy          | 0 | 1 | 1 | 2     |
| 4.      | Łotwa           | 0 | 1 | 0 | 1     |
| 5.      | Rosja           | 0 | 0 | 1 | 1     |